# Duncan Gillis
Duncan Gillis, född 3 januari 1883, död 2 maj 1963, var en friidrottare från Kanada. Han deltog vid olympiska sommarspelen 1912.